# L'Épreuve du feu
Pour les articles homonymes, voir L'Épreuve du feu (homonymie).
L'Épreuve du feu (titre original : Patterns) est un recueil de nouvelles de science-fiction de l'écrivain américain Pat Cadigan publié en septembre 1989. Ce recueil a reçu le prix Locus du meilleur recueil de nouvelles en 1990.

## Liste des nouvelles
- Motifs ((en) Patterns, 1987)
- Am, stram, gram, itsy-bitsy ((en) Eenie, Meenie, Ipsateenie, 1983)
- Vengeance sur mesure ((en) Vengeance Is Yours, 1983)
- Le Jour où les Martel ont eu le câble ((en) The Day the Martels Got the Cable, 1982)
- Dépannage sur autoroute ((en) Roadside Rescue, 1985)
- Guérir ((en) Heal, 1988)
- Dans la course ((en) Another One Hits the Road, 1984)
- Fraternelle Dépendance ((en) My Brother’s Keeper, 1988)
- Joli môme vidéotransvers ((en) Pretty Boy Crossover, 1986)
- Duo ((en) Two, 1988)
- L'Épreuve du feu ((en) It Was the Heat, 1988)
- La Puissance et la Passion ((en) The Power and the Passion)

Il est à noter que ce recueil diffère un peu du recueil original. En effet, les deux nouvelles suivantes n'ont pas été reprises :
- Tombent les anges, 1990 ((en) Rock On, 1984)Publiée dans l'anthologie Ombres portées publiée aux éditions Denoël, Présence du fantastique no 4 en janvier 1990 - Prix Locus de la meilleure nouvelle courte 1988
- (en) Angel, 1987Publiée dans l'anthologie Mozart en verres miroirs publiée aux éditions Denoël, Présence du futur no 451 en décembre 1987

## Éditions
- Patterns, septembre 1989, Ursus Imprints, 207 pages  (ISBN 0-942681-07-X)
- L'Épreuve du feu, 13 juin 1991, trad. Bernard Sigaud, Denoël, Présence du fantastique no 19, 311 pages  (ISBN 978-2207600191)